# 基·哈查尔·德宛达拉
基·哈查尔·德宛达拉（1889年5月2日—1959年4月26日），原名蘇哇地·蘇爾耶寧格拉，是印度尼西亚独立运动的主要活动家、作家和政治家，也是荷兰殖民时期为印度尼西亚原住民提供教育的先驱。1959年11月28日，印度尼西亚第一任总统苏加诺授予其“印度尼西亚民族英雄”称号。